# Claassenia brachyptera
Claassenia brachyptera és una espècie d'insecte plecòpter pertanyent a la família dels pèrlids.